# Józef Kutera
Józef Kutera (ur. 30 kwietnia 1915 w Brodach, zm. 13 grudnia 1965 w Brodach) – żołnierz Wojska Polskiego II RP, członek załogi i obrońca Wojskowej Składnicy Tranzytowej na Westerplatte w kampanii wrześniowej 1939.

## Życiorys
Urodził się 30 kwietnia 1915 we wsi Brody w obecnym powiecie starachowickim jako syn Józefa i Antoniny z domu Klepacz. W 1938 wstąpił do 4 Pułku Piechoty Legionów w Kielcach. Na podstawie rozkazu Ministerstwa Spraw Wojskowych z 28 lutego 1939 został skierowany na Westerplatte. 5 kwietnia 1939 stawił się w Wojskowej Składnicy Tranzytowej w Westerplatte. Służył w stopniu starszego strzelca. W czasie obrony Westerplatte zajmował się obsługą moździerzy. Kiedy moździerze uległy zniszczeniu, zajął stanowisko obserwacyjne nieopodal Wartowni nr 5. Po kapitulacji, trafił do obozu jenieckiego Stalag I A. Do końca wojny pracował jako robotnik przymusowy na gospodarstwach rolnych w Prusach Wschodnich. Po powrocie do rodzinnej wsi pracował jako cieśla.
Zmarł 13 grudnia 1965 Brodach w wieku 50 lat. Dwa dni później został pochowany na cmentarzu w Krynkach.

## Odznaczenia
- Krzyż Srebrny Orderu Virtuti Militari (1990)
- Srebrny Krzyż Zasługi (1965)
- Brązowy Medal „Zasłużonym na Polu Chwały” (1960)
- Odznaka Grunwaldzka (1960)

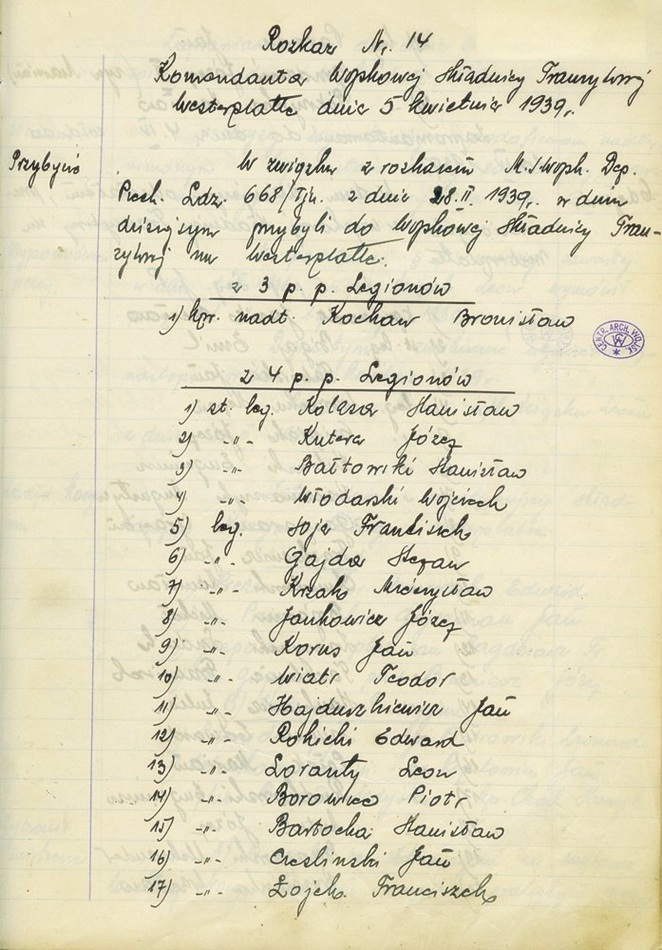
Rozkaz nr 14 Komendanta Wojskowej Składnicy Tranzytowej Westerplatte z dnia 5 kwietnia 1939 r. zawierająca listę przybyłych żołnierzy (pierwsza strona).
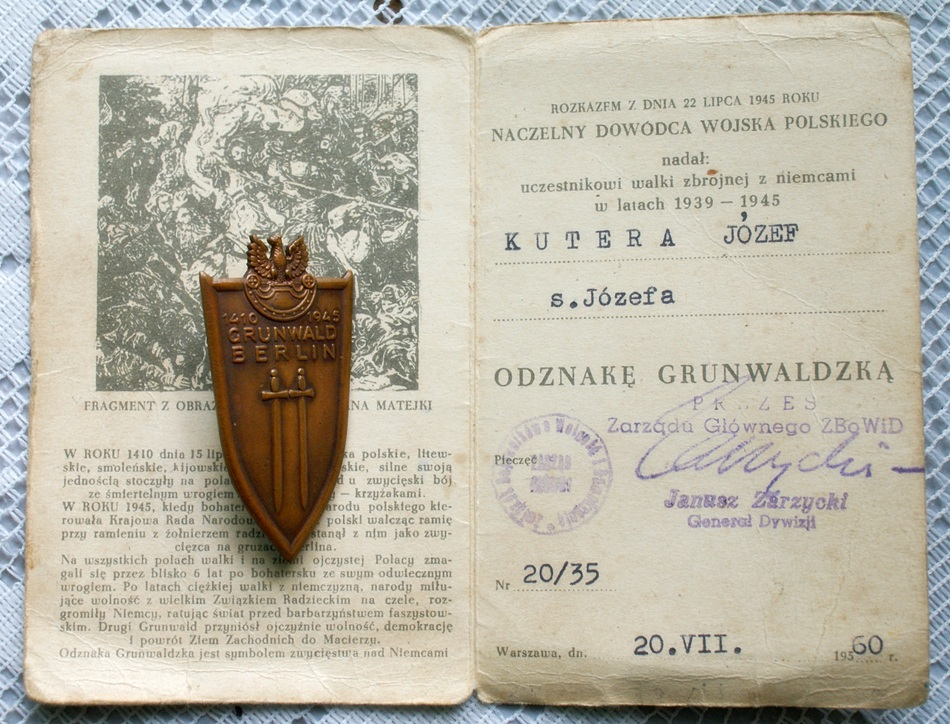
Odznaka Grunwaldzka Józefa Kutery
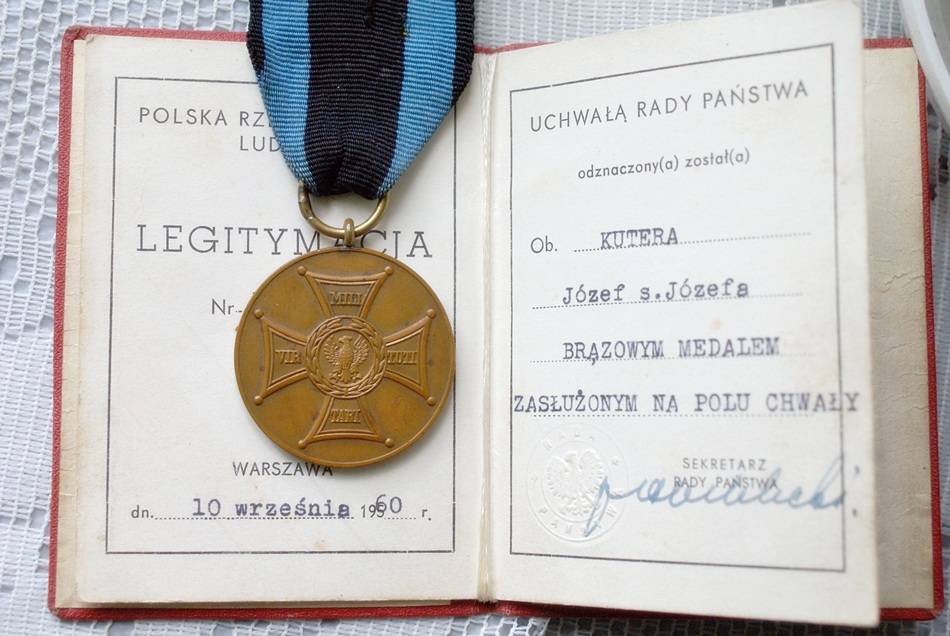
Brązowy Medal Zasłużonym na Polu Chwały Józefa Kutery
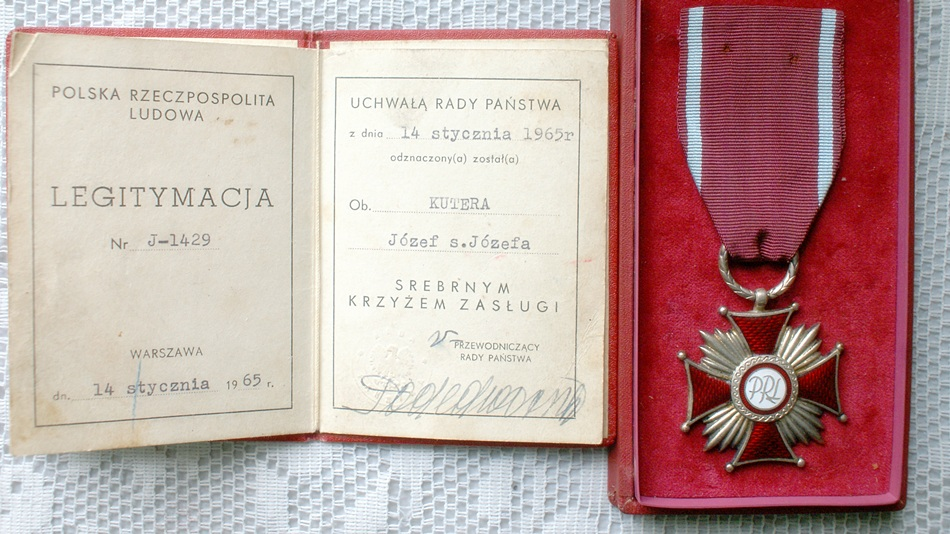
Srebrny Krzyż Zasługi Józefa Kutery
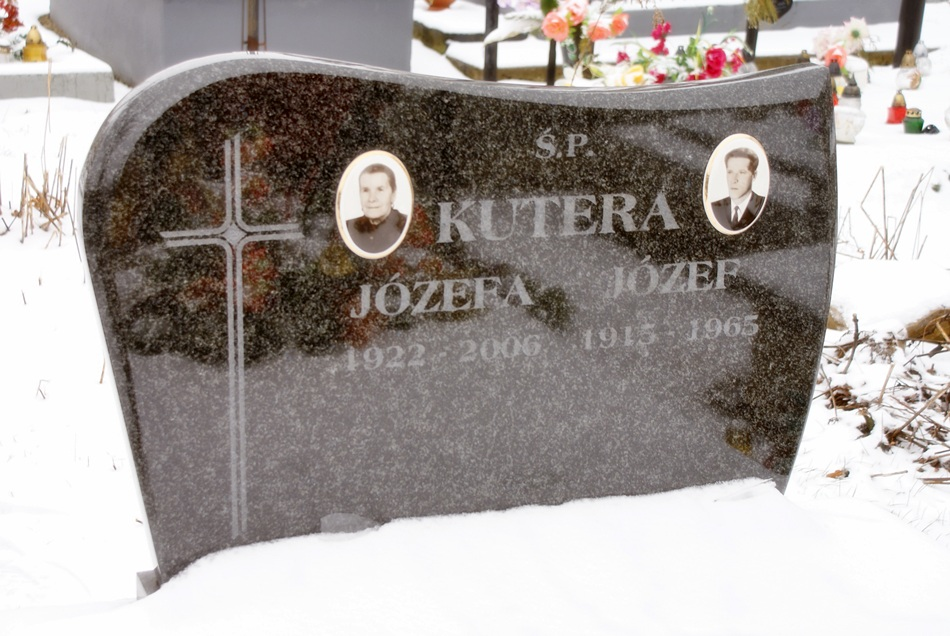
Cmentarz w Krynkach, miejsce pochówku Józefa Kutery i jego żony.